# 호 (민족)
호(胡)는 한족이 중국의 북부와 서부의 이민족 특히 유목민족을 비하하여 부르는 말이다. 

## 서호
호는 중국의 전국 시대 내몽골의 민족을 가리키는 말로 북적(北狄)이라고도 하였다. 진한 시대에는 특히 흉노를 부르는 말로 많이 쓰였다. 당나라 시대에는 실크로드의 왕래가 활발해지면서 호는 특히 서호는 서방의 페르시아계 민족(소그드 인)을 부르는 말이 되었다. 그들이 투르키스탄에서 당나라에 운반해 온 문물, 풍속은 호풍의 취미라 불리며 애호받았으며 호복, 호묘, 호무 등이 중국 문화에 접목되었다.

## 동호
내몽골 동부에 있었던 민족은 춘추 시대부터 폭넓게 동호라고 불리었다. 퉁구스의 음역이라고도 하나 일반적으로 호(흉노)가 동쪽에 살던 이들을 지칭해왔다. 몽골 (또는 투르크)와 퉁구스의 연합으로 한때는 흉노를 압도하였는데 그 뒤에 복속되었다. 그 후예는 오환, 선비, 거란 등이 있다고 거론되고 있다.